# Wilhelm Koehler
Wilhelm Koehler, bis 1932 Wilhelm Köhler, (* 17. Dezember 1884 in Reval, Russisches Kaiserreich; † 3. November 1959 in München) war ein deutscher Kunsthistoriker.

## Leben
Wilhelm Köhler war ein Sohn von Franz Köhler, Direktor der Domschule in Reval. Er hatte sechs Geschwister, ein Bruder war der Psychologe Wolfgang Köhler. 1893 ging sein Vater als Lehrer und Bibliothekar nach Wolfenbüttel, wo Köhler das Gymnasium Große Schule besuchte. Er studierte von 1903 bis 1907 in Straßburg, Bonn und Wien Kunstgeschichte. Er wurde 1906 bei Max Dvořák in Wien promoviert. 1906 bis 1909 war er Assistent an der Universität Wien bei Franz Wickhoff, von 1909 bis 1914 arbeitete er für das Projekt Denkmäler deutscher Kunst des Deutschen Vereins für Kunstwissenschaft und begann mit der Materialsammlung zur karolingischen Buchmalerei.
Nach der Teilnahme am Ersten Weltkrieg, den er großteils in der Militärverwaltung in Belgien zubrachte,  wurde er 1918 Direktor der neu gegründeten Staatlichen Kunstsammlungen in Weimar, wo er Kontakt zum Bauhaus knüpfte. Seit 1920 lehrte er gleichzeitig Kunstgeschichte an der Universität Jena (1920 Privatdozent, 1924 außerordentlicher Professor). 1920 heiratete er die Bauhaus-Schülerin Margarete Bittkow. 1927 erwarb er in Jena das Fresko zur Erfurter Brunnensage von Charles Crodel für das Museum. Sein Engagement für die moderne Kunst brachte ihn in immer größere Konflikte mit den Nationalsozialisten und ihrem Innenminister Wilhelm Frick, die im Land Thüringen seit 1930 an der Regierung waren. 1932 ging Koehler zunächst als Gastprofessor an die Harvard University, emigrierte 1934 endgültig und wurde als Nachfolger des verunglückten Arthur Kingsley Porter dort Professor für mittelalterliche Kunstgeschichte. Er änderte die Schreibweise seines Nachnamens in Koehler. Er lehrte in Harvard bis zu seiner Emeritierung 1953. Von 1941 bis 1944 leitete er zusätzlich das Harvard angeschlossene Forschungsinstitut für byzantinische Kultur Dumbarton Oaks in Washington, D.C. Seit 1946 war er korrespondierendes Mitglied der British Academy.
Der Schwerpunkt seiner wissenschaftlichen Tätigkeit lag in der Erforschung der karolingischen Buchmalerei, die er in den Corpusbänden Die karolingischen Miniaturen vorlegte. Bereits unmittelbar nach seiner Dissertation hatte er damit begonnen, der erste Band erschien 1930. Seit den 1950er Jahren wurde er von Florentine Mütherich darin unterstützt, die das umfangreiche Werk schließlich 2013 mit dem achten Band zu Ende führen konnte. 1972 veröffentlichte sie zusammen mit Ernst Kitzinger Koehlers Aufzeichnungen aus dem Nachlass.